# Luidia phragma
Luidia phragma är en sjöstjärneart som beskrevs av Hubert Lyman Clark 1910. Luidia phragma ingår i släktet Luidia och familjen sprödsjöstjärnor. Inga underarter finns listade i Catalogue of Life.